# یوزفین دورا
یوزفین دورا (انگلیسی: Josefine Dora؛ ۱۳ نوامبر ۱۸۶۷ – ۲۸ مهٔ ۱۹۴۴) یک هنرپیشه اهل اتریش بود. 
از فیلم‌ها یا برنامه‌های تلویزیونی که وی در آن نقش داشته است می‌توان به عروسک، برادران کارامازوف و نقاب آبی اشاره کرد.